# Pelastoneurus
Pelastoneurus is een vliegengeslacht uit de familie van de slankpootvliegen (Dolichopodidae).

## Soorten
- P. abbreviatus Loew, 1864
- P. aldrichi Van Duzee, 1923
- P. angulatus Robinson, 1964
- P. asciaeformis Becker, 1922
- P. aurifacies Van Duzee, 1923
- P. barri Harmston, 1972
- P. bifrons (Walker, 1852)
- P. brevis Robinson, 1964
- P. cognatus Loew, 1861
- P. comatus Robinson, 1992
- P. cyaneus Wheeler, 1899
- P. dissimilipes Wheeler, 1899
- P. floridanus Wheeler, 1899
- P. furcifer Loew, 1872
- P. hebes (Walker, 1852)
- P. ineptus (Walker, 1852)
- P. irrasus (Walker, 1849)
- P. kansensis (Aldrich, 1894)
- P. laetus Loew, 1861
- P. lamellatus Loew, 1864
- P. latifacies Van Duzee, 1930
- P. longicauda Loew, 1861
- P. lugubris Loew, 1861
- P. maculipes (Walker, 1852)

- P. neglectus Wheeler, 1899
- P. nigricornis Van Duzee, 1923
- P. occidentalis Wheeler, 1899
- P. parvus Aldrich, 1904
- P. potomacus Robinson, 1992
- P. proximus Aldrich, 1904
- P. scutatus Aldrich, 1904
- P. semiplumatus Becker, 1922
- P. seticauda Van Duzee, 1930
- P. stentorius Harmston, 1971
- P. tibialis Van Duzee, 1923
- P. umbripictus Becker, 1922
- P. vagans Loew, 1861
- P. varius (Walker, 1852)
- P. wheeleri Melander, 1900